# Anthea Stewartová
Anthea Dorine Stewartová (* 20. listopadu 1944) je bývalá zimbabwská pozemní hokejistka, členka týmu, který v roce 1980 na olympijských hrách v Moskvě vybojoval zlaté medaile. V turnaji nastoupila v jediném utkání a to proti Indii.